# Scottish League Two 2020-2021
La Scottish League Two 2020-2021 è stata la 27ª edizione del torneo e ha rappresentato la quarta categoria del calcio scozzese.
La stagione è iniziata più tardi del solito il 17 ottobre, disputandosi in un periodo ridotto di 27 partite a causa della pandemia di Coronavirus.
L'ultima squadra è entrata in uno spareggio a doppio giro contro i vincitori dello spareggio Pyramid tra i campioni della Highland League e della Lowland League, per determinare quale squadra parteciperà nella League Two nella stagione 2021-22.

## Squadre partecipanti
| Squadra         | Città         | Stadio              | Posizione 2019-2020                        |
| --------------- | ------------- | ------------------- | ------------------------------------------ |
| Albion Rovers   | Coatbridge    | Cliftonhill Stadium | 9º posto                                   |
| Annan Athletic  | Annan         | Galabank Stadium    | 7º posto                                   |
| Brechin City    | Brechin       | Glebe Park          | 10º posto                                  |
| Cowdenbeath     | Cowdenbeath   | Central Park        | 4º posto                                   |
| Edinburgh       | Edimburgo     | Meadowbank Stadium  | 2º posto                                   |
| Elgin City      | Elgin         | Borough Briggs      | 3º posto                                   |
| Queen's Park    | Glasgow       | Hampden Park        | 5º posto                                   |
| Stenhousemuir   | Stenhousemuir | Ochilview Park      | 8º posto                                   |
| Stirling Albion | Stirling      | Forthbank Stadium   | 6º posto                                   |
| Stranraer       | Stranraer     | Stair Park          | 10º posto in Scottish League One 2019-2020 |

## Classifica finale
|  | Pos. | Squadra         | Pt | G  | V  | N | P  | GF | GS | DR  |
|  | ---- | --------------- | -- | -- | -- | - | -- | -- | -- | --- |
|  | 1.   | Queen's Park    | 54 | 22 | 17 | 3 | 2  | 43 | 13 | +30 |
|  | 2.   | Edinburgh       | 38 | 22 | 12 | 2 | 8  | 40 | 27 | +13 |
|  | 3.   | Elgin City      | 38 | 22 | 12 | 2 | 8  | 39 | 28 | +11 |
|  | 4.   | Stranraer       | 38 | 22 | 11 | 5 | 6  | 36 | 25 | +11 |
|  | 5.   | Stirling Albion | 36 | 22 | 10 | 6 | 6  | 32 | 22 | +10 |
|  | 6.   | Stenhousemuir   | 26 | 22 | 7  | 5 | 10 | 25 | 35 | −10 |
|  | 7.   | Albion Rovers   | 25 | 22 | 7  | 4 | 11 | 25 | 38 | −13 |
|  | 8.   | Annan Athletic  | 22 | 22 | 5  | 7 | 10 | 25 | 27 | −2  |
|  | 9.   | Cowdenbeath     | 21 | 22 | 5  | 6 | 11 | 15 | 32 | −17 |
|  | 10.  | Brechin City    | 10 | 22 | 2  | 4 | 16 | 13 | 46 | −33 |

Legenda:

      Campione di League Two e promossa in League One
      Ammesse ai play-off per la League One
      Ammessa ai play-out
Note:

Tre punti a vittoria, uno a pareggio, zero a sconfitta.

## Play-off
Ai play-off partecipano la 2ª, 3ª e 4ª classificata della League Two (Edinburgh City, Elgin City, Stranraer) e la 9ª classificata della League One 2020-2021 (Dumbarton).

### Semifinali
| Squadra 1  | Totale | Squadra 2 | Andata | Ritorno |
| ---------- | ------ | --------- | ------ | ------- |
| Stranraer  | 0 – 1  | Dumbarton | 0 – 0  | 0 – 1   |
| Elgin City | 2 – 3  | Edinburgh | 0 – 1  | 2 – 2   |

### Finale
| Squadra 1 | Totale | Squadra 2 | Andata | Ritorno |
| --------- | ------ | --------- | ------ | ------- |
| Edinburgh | 2 – 3  | Dumbarton | 1 – 3  | 1 – 0   |

## Play-out
Ai play-out partecipano la 10ª classificata della League Two (Brechin City), il campione della Highland Football League 2020-2021 (Brora Rangers) e il campione della Lowland Football League 2020-2021 (Kelty Hearts).

### Semifinale
| Squadra 1     | Totale | Squadra 2    | Andata | Ritorno |
| ------------- | ------ | ------------ | ------ | ------- |
| Brora Rangers | 1 – 6  | Kelty Hearts | 0 – 2  | 1 – 4   |

### Finale
| Squadra 1    | Totale | Squadra 2    | Andata | Ritorno |
| ------------ | ------ | ------------ | ------ | ------- |
| Kelty Hearts | 3 – 1  | Brechin City | 2 – 1  | 1 – 0   |